# Ludwigsfelder FC
Der Ludwigsfelder FC ist ein Fußballverein in der brandenburgischen Industriestadt Ludwigsfelde, südlich von Berlin. Er wurde am 30. Mai 1996 gegründet, die Vereinsfarben sind Rot-Weiß.

## Geschichtliche Entwicklung
Der Verein führt seine Entstehungsgeschichte bis in das Jahr 1938 zurück. Damals gründete der Ludwigsfelder Kaufmann Erich Vogler den VFB Ludwigsfelde, der 1939 in Rot-Weiß Ludwigsfelde umbenannt wurde. Dieser Verein bestand bis 1945, ehe er nach dem Ende des Zweiten Weltkrieges aufgrund der Direktive Nr. 23 des Alliierten Kontrollrats der Besatzungsmächte Ende 1945 endgültig aufgelöst wurde. Ab 1946 wurden in der Sowjetischen Besatzungszone Sportwettkämpfe auf begrenzter lokaler Ebene erlaubt und die Bildung locker organisierter Sportgemeinschaften (SG) gestattet. In Ludwigsfelde entstand daraufhin 1946 ebenfalls wieder auf Initiative von Erich Vogler die SG Vorwärts Ludwigsfelde.

Logo der BSG Motor

Nachdem ab 1948 die ostdeutsche Sportstruktur auf das System der Betriebssportgemeinschaften (BSG) umorganisiert wurde, übernahm 1952 die Ludwigsfelder landwirtschaftliche Maschinen-Ausleih-Station (MAS) die SG Vorwärts und bildete die BSG Traktor Ludwigsfelde. In kurzer Zeit wechselten die BSG-Trägerbetriebe und damit die Namen der BSG in Aufbau (1952) bzw. Motor (1953). Die BSG Motor Ludwigsfelde hatte schließlich bis zum Ende der DDR Bestand und entwickelte sich zu einem Sportzentrum mit zahlreichen Sportsektionen. Sie wurde von den Industriewerken IWL, später IFA-Automobilwerk, getragen. Unter anderem wurden Sportarten wie Handball, Leichtathletik, Radsport und Judo angeboten. Der Boxweltmeister Henry Maske wurde in der BSG Motor ausgebildet, und die Fußballsektion hatte Ende der 1980er Jahre eine erfolgreiche Zweitligamannschaft.
Als sich nach der politischen Wende von 1989 die wirtschaftlichen Verhältnisse in Ostdeutschland grundlegend änderten stellte das IFA-Werk seine logistische und finanzielle Unterstützung der BSG ein. Daraufhin wurde 1990 die BSG in den bürgerlichen Verein SG Motor Ludwigsfelde gegründet, der zunächst den bisherigen Sportbetrieb weiterführte. In den folgenden Jahren spalteten sich nach und nach verschiedene Sportabteilungen ab und gründeten eigene Vereine. Die Fußballabteilung trennte sich 1996 von der SG und gründete am 30. Mai 1996 den Ludwigsfelder Fußballclub.

## Sportliche Entwicklung
Bis in die 1960er Jahre spielte der Ludwigsfelder Fußball überregional keine Rolle. Erst 1963 gelang es der BSG Motor, im DDR-Fußballspielbetrieb durch den Aufstieg in die Bezirksliga Potsdam drittklassig zu werden. Da nach der Saison 1963/64 die Bezirksliga von zwei auf eine Staffel reduziert wurde, reichte der 10. Platz der Ludwigsfelder nicht zur Qualifikation für die nächste Spielzeit. Nach zwei Jahren in der Bezirksklasse stieg Motor erneut in die Bezirksliga auf und konnte sich anschließend dort für die nächsten Jahre behaupten. 1974 wurde Motor Ludwigsfelde Bezirksmeister und qualifizierte sich gleichzeitig für die zweitklassige DDR-Liga. Erneut reichte ein 10. Platz in der zwölf Mannschaften umfassenden Staffel B nicht für den Klassenerhalt aus, sodass ab 1975/76 wieder in der Bezirksliga gespielt werden musste. In den Jahren 1984 bis 1986 gewann die BSG dreimal hintereinander den Bezirksmeistertitel. Inzwischen führte die Meisterschaft nicht mehr automatisch zum Aufstieg, die Bezirksmeister mussten eine Aufstiegsrunde absolvieren. 1984 und 1985 scheiterten die Ludwigsfelder, aber 1986 gewannen sie ihre Aufstiegsrunde und stiegen zum zweiten Mal in die DDR-Liga auf.
Mit dem ehemaligen Torwart der Junioren- und Nachwuchs-Nationalmannschaft Matthias Prieß sowie den früheren DDR-Oberliga-Spielern Ronny Dau (Stahl Brandenburg), Heiner Thomas (1. FC Magdeburg, 1. FC Union Berlin) und Herbert Kuscha (1. FC Union Berlin) hatte sich die Mannschaft soweit gefestigt, dass diesmal der Klassenerhalt gesichert wurde. Durch weitere Verstärkungen 1987 mit Eckhart Märzke (Hansa Rostock, Brandenburg), Ingo Kimmritz (Brandenburg) und 1988 mit Heiko Lahn (Union) sowie 1989 mit dem A-Nationalspieler Norbert Rudolph gelang es der BSG Motor, sich bis 1990 in der DDR-Liga zu behaupten. Nach dem Abstieg 1990 verbrachte die neu gegründete SG Motor das letzte Jahr des DDR-Fußballspielbetriebes wieder in der Bezirksliga Potsdam.
Im DDR-Fußballpokal war Motor Ludwigsfelde zwischen 1968 und 1990 bei sechs Wettbewerben vertreten. Am erfolgreichsten war die BSG 1988/89, als sie bis in das Viertelfinale vorstieß. Erst dort unterlag sie beim Oberligisten FC Karl-Marx-Stadt mit 1:4. 1975 erreichte Motor die zweite Runde, sonst war stets nach dem ersten Auftritt Schluss.
Nach Einführung des DFB-Spielbetriebes in Ostdeutschland startete die SG Motor in der Saison 1991/92 in der damals fünftklassigen Landesliga Brandenburg. Es dauerte sechs Jahre, ehe 1997 der ein Jahr zuvor neu gegründete Ludwigsfelder FC den Aufstieg in die Verbandsliga schaffte. Dort spielte der LFC sieben Jahre lang, bis 2004 der Aufstieg in die damals viertklassige, seit 2008 fünftklassige Oberliga Nordost gelang. 2003 wurde der LFC brandenburgischer Pokalsieger und qualifizierte sich für den DFB-Pokal-Wettbewerb 2003/04. Dort schieden die Ludwigsfelder bereits in der 1. Runde nach einer 1:9-Heimniederlage gegen den Bundesligisten und späteren Pokalsieger Werder Bremen aus. Das Tor für den LFC erzielte Andreas Fricke in der 80. Minute zum zwischenzeitlichen 1:7. 2011 stieg der LFC aus der Oberliga und 2013 aus der Brandenburgliga in die siebtklassige Landesliga ab. 2016 gelang es dem LFC erneut, in die Brandenburgliga aufzusteigen. 2018 wurde der LFC Landesmeister und stieg erneut in die Oberliga Nordost Süd auf. 2025 stieg der LFC wieder in die Brandenburgliga ab.

## Stadion
Der Ludwigsfelder FC nutzt das städtische Waldstadion, eine Mehrzwecksportanlage, die im Norden des Stadtgebietes liegt. Der Fußballbereich verfügt über zwei Naturrasen- und einen Kunstrasenplatz. Die Zuschauerkapazität liegt bei 7500 Zuschauern. Die 2010 fertiggestellte überdachte Tribüne verfügt über 368 Sitzplätze. Das Stadion wurde 1941 auf dem damaligen Werksgelände der Daimler-Benz Flugmotoren GmbH erbaut und trug schon damals den Namen Waldstadion.

## Ligaplatzierungen

### BSG Motor Ludwigsfelde
| Saison  | Liga                                  | Klasse | Platz |
| ------- | ------------------------------------- | ------ | ----- |
| 1952/53 | -                                     | -      | 0-.   |
| 1953/54 | -                                     | -      | 0-. ▲ |
| 1954/55 | Bezirksklasse Potsdam Staffel D       | IV     | 03.   |
| 1955    | Bezirksklasse Potsdam Staffel D       | V      | 02.   |
| 1956    | Bezirksklasse Potsdam Staffel B       | V      | 05.   |
| 1957    | Bezirksklasse Potsdam Staffel B       | V      | 03.   |
| 1958    | Bezirksklasse Potsdam Staffel B       | V      | 06.   |
| 1959    | Bezirksklasse Potsdam Staffel B       | V      | 13. ▼ |
| 1960    | -                                     | -      | 0-. ▲ |
| 1961/62 | Bezirksklasse Potsdam Staffel D       | V      | 02.   |
| 1962/63 | Bezirksklasse Potsdam Staffel D       | V      | 01. ▲ |
| 1963/64 | Bezirksliga Potsdam Staffel Süd       | III    | 10. ▼ |
| 1964/65 | Bezirksklasse Potsdam Staffel D       | IV     | 02.   |
| 1965/66 | Bezirksklasse Potsdam Staffel D       | IV     | 01. ▲ |
| 1966/67 | Bezirksliga Potsdam                   | III    | 09.   |
| 1967/68 | Bezirksliga Potsdam                   | III    | 04.   |
| 1968/69 | Bezirksliga Potsdam                   | III    | 05.   |
| 1969/70 | Bezirksliga Potsdam                   | III    | 07.   |
| 1970/71 | Bezirksliga Potsdam                   | III    | 05.   |
| 1971/72 | Bezirksliga Potsdam                   | III    | 02.   |
| 1972/73 | Bezirksliga Potsdam                   | III    | 04.   |
| 1973/74 | Bezirksliga Potsdam                   | III    | 01. ▲ |
| 1974/75 | DDR-Liga Staffel B                    | II     | 10. ▼ |
| 1975/76 | Bezirksliga Potsdam Staffel Süd       | III    | 01.   |
|         | Endspiele um die Bezirksmeisterschaft |        | 02.   |
| 1976/77 | Bezirksliga Potsdam Staffel Süd       | III    | 03.   |
| 1977/78 | Bezirksliga Potsdam Staffel Süd       | III    | 02.   |
| 1978/79 | Bezirksliga Potsdam Staffel Süd       | III    | 01.   |
|         | Endspiele um die Bezirksmeisterschaft |        | 02.   |
| 1979/80 | Bezirksliga Potsdam Staffel Süd       | III    | 04.   |
| 1980/81 | Bezirksliga Potsdam Staffel Süd       | III    | 07.   |
| 1981/82 | Bezirksliga Potsdam Staffel Süd       | III    | 04.   |
| 1982/83 | Bezirksliga Potsdam Staffel Süd       | III    | 05.   |
| 1983/84 | Bezirksliga Potsdam Staffel Süd       | III    | 01.   |
|         | Endspiele um die Bezirksmeisterschaft |        | 01.   |
|         | Aufstiegsrunde zur DDR-Liga           |        | 04.   |
| 1984/85 | Bezirksliga Potsdam                   | III    | 01.   |
| 1985/86 | Bezirksliga Potsdam                   | III    | 01. ▲ |
| 1986/87 | DDR-Liga Staffel A                    | II     | 14.   |
| 1987/88 | DDR-Liga Staffel A                    | II     | 04.   |
| 1988/89 | DDR-Liga Staffel A                    | II     | 13.   |
| 1989/90 | DDR-Liga Staffel A                    | II     | 17. ▼ |
| 1990/91 | Bezirksliga Potsdam                   | III    | 05.   |

### SV Motor Ludwigsfelde
| Saison  | Liga                | Klasse | Platz |
| ------- | ------------------- | ------ | ----- |
| 1991/92 | Bezirksliga Potsdam | III    | 01. ▲ |

### SG Motor Ludwigsfelde
| Saison  | Liga            | Klasse | Platz |
| ------- | --------------- | ------ | ----- |
| 1992/93 | Landesliga Süd  | V      | 02.   |
| 1993/94 | Landesliga Süd  | VI     | 08.   |
| 1994/95 | Landesliga Nord | VI     | 07.   |

### Ludwigsfelder FC
| Saison  | Liga                     | Klasse | Platz |
| ------- | ------------------------ | ------ | ----- |
| 1995/96 | Landesliga Nord          | VI     | 04.   |
| 1996/97 | Landesliga Süd           | VI     | 01. ▲ |
| 1997/98 | Verbandsliga Brandenburg | V      | 11.   |
| 1998/99 | Verbandsliga Brandenburg | V      | 03.   |
| 1999/00 | Verbandsliga Brandenburg | V      | 05.   |
| 2000/01 | Verbandsliga Brandenburg | V      | 03.   |
| 2001/02 | Verbandsliga Brandenburg | V      | 02.   |
| 2002/03 | Verbandsliga Brandenburg | V      | 04.   |
| 2003/04 | Verbandsliga Brandenburg | V      | 01. ▲ |
| 2004/05 | Oberliga Nordost-Nord    | IV     | 10.   |
| 2005/06 | Oberliga Nordost-Nord    | IV     | 12.   |
| 2006/07 | Oberliga Nordost-Nord    | IV     | 09.   |
| 2007/08 | Oberliga Nordost-Nord    | IV     | 08.   |
| 2008/09 | Oberliga Nordost-Nord    | V      | 05.   |
| 2009/10 | Oberliga Nordost-Nord    | V      | 11.   |
| 2010/11 | Oberliga Nordost-Nord    | V      | 16. ▼ |
| 2011/12 | Brandenburg-Liga         | VI     | 10.   |
| 2012/13 | Brandenburg-Liga         | VI     | 16. ▼ |
| 2013/14 | Landesliga Nord          | VII    | 02.   |
| 2014/15 | Landesliga Süd           | VII    | 08.   |
| 2015/16 | Landesliga Süd           | VII    | 01. ▲ |
| 2016/17 | Brandenburg-Liga         | VI     | 03.   |
| 2017/18 | Brandenburg-Liga         | VI     | 01. ▲ |
| 2018/19 | Oberliga Nordost-Süd     | V      | 09.   |
| 2019/20 | Oberliga Nordost-Nord    | V      | 13.   |
| 2020/21 | Oberliga Nordost-Süd     | V      | 12.   |
| 2021/22 | Oberliga Nordost-Nord    | V      | 13.   |
| 2022/23 | Oberliga Nordost-Süd     | V      | 12.   |
| 2023/24 | Oberliga Nordost-Süd     | V      | 13.   |
| 2024/25 | Oberliga Nordost-Süd     | V      | 16. ▼ |
| 2025/26 | Brandenburg-Liga         | VI     |       |

## Erfolge
Liga
- Oberliga Nordost: 2004–2012, 2018–2025
- Aufstieg in die Oberliga Nordost: 2004, 2018
- Brandenburgischer Landesmeister: 2004, 2018

Pokal
- Brandenburgischer Landespokalsieger: 2003
- Landespokalfinale Brandenburg: 2007
- Teilnahme am DFB-Pokal: 2003/04 (Aus in der 1. Runde gegen den Werder Bremen)